# نسوية مؤيدة للجنس
النسوية المؤيدة للجنس، وتُعرف أيضًا باسم نسوية الإيجابية جنسيًا أو النسوية الليبرالية جنسيًا، هي حركة بدأت في أوائل ثمانينيات القرن العشرين، لتركز على فكرة مفادها أن الحرية الجنسية تشكل مكونًا أساسيًا لحرية المرأة.
انخرط البعض في الحركة النسوية المؤيدة للجنس؛ ردًا على النسويات المعاديات للإباحية وجهودهن في وضع الإباحية في بؤرة اهتمام التفسير النسوي لاضطهاد المرأة. كثيرًا ما يشار إلى هذه الفترة التي شهدت احتقانًا وجدلًا شديدًا بين النسويات المؤيدات للجنس والنسويات المعاديات للإباحية خلال أوائل ثمانينات القرن العشرين باسم حروب الجنس النسوية. انخرطت نسويات أخريات اعتبرن أنفسهن مؤيدات للجنس في الجدل القائم، ليس كمعارضات لنسويات أخريات بل استجابة لما اعتبرنه سيطرة أبوية على الحياة الجنسية.
ترفض بعض النسويات الراديكاليات الانقسام بين النسوية «المؤيدة للجنس» والنسوية «المعارضة الجنس»، مشيرة إلى أن الانقسام الحقيقي هو بين النسوية الليبرالية والنسوية الراديكالية.
من بين النساء اللاتي دافعن عن الحركة النسوية المؤيدة للجنس؛ كاثي آكر وكاميل باغليا، وميغان أنديلو، وسوزي برايت، وراتشيل كرامر باسول، وديانا كيغ، وافيدون كارول، وباتريك كيليفيا، وبيتي دودسون، ونانسي فرايداي، وجاين غالوب، لاسي غرين، نينا هارتلي، وجوزفين هوو، وأمبر إل. هولبو، وبريندا هوارد، ولورا كيبنيس، وويندي مكلروي، وإنغا موشيو، وجوان نستل، وكارول كوين، وكانديدا رويال، وغايل روبين، وآني سبرينكل، وتريستان تاورمينو، وإيلين ويليس، وميراي ميلر- يونغ.

## الجذور التاريخية
ترى كاتبات مثل غايل روبين وويندي مكلروي أن جذور الحركة النسوية المؤيدة للجنس نابعة عن عمل المصلحات في مجال الجنس وعن جهود العاملات في مجال التربية الجنسية وعملهن على إتاحة الحصول على وسائل منع الحمل، مثل هافلوك إليس، ومارغريت سانغر، وماري دينيت، وألفريد كينسي وشيري هايت. ومع ذلك، ظهر التجسد المعاصر للنسوية المؤيدة للجنس مؤخرًا، وذلك في أعقاب التركيز المتزايد للحركة النسوية على المواد الإباحية بوصفها مصدرًا لاضطهاد المرأة في سبعينيات القرن العشرين. تزامن صعود الموجة الثانية من الحركة النسوية مع الثورة الجنسية ومع صدور الأحكام التي تخفف من القيود القانونية المفروضة على الوصول إلى المواد الإباحية. في سبعينيات القرن العشرين، ركزت النسويات الراديكاليات، على نحو متزايد، على القضايا المتعلقة بالحياة الجنسية في مجتمع أبوي. بدأت بعض جماعات النسوية تهتم بوصف ما ينبغي أن يكون عليه شكل الحياة الجنسية النسوية. كانت هذه سمة خاصة بالجماعات الانفصالية النسوية أو الانفصالية السحاقية، ولكن انخرطت أيضًا في هذه القضية بعض جماعات النساء المغايرات جنسيًا، مثل جماعة ريدستوكينغز. ومن ناحية أخرى، كان هناك أيضًا نسويات، مثل بيتي دودسون، ترى أن المتعة الجنسية للمرأة والاستمناء تعد من الأمور الأساسية لتحرير المرأة. لم تكن الإباحية قضية رئيسية خلال هذه الحقبة؛ كانت النسويات الراديكاليات يعارضن الإباحية على نحو عام، ولكن هذه القضية لم تكن تُعامَل باعتبارها ذات أهمية خاصة حتى منتصف سبعينيات القرن العشرين. ومع ذلك، كان هناك نسويات مناصرات لحقوق البغايا، مثل منظمة كويوت (سي أوه واي أوه تي إي)، إذ قمن بحملة من أجل عدم تجريم الدعارة.
في أواخر سبعينيات القرن العشرين، ازداد قلق الثقافة الأمريكية إزاء آثار وتداعيات عقد من الحرية الجنسية الكبرى، ويتضمن ذلك المخاوف المتعلقة بالصور الجنسية الصريحة العنيفة في وسائل الإعلام، وبتعميم المواد الإباحية، وبزيادة النشاط الجنسي بين المراهقين، وتتضمن أيضًا قضايا مثل الترويج لاستغلال الأطفال في المواد الإباحية والزيادة المزعومة في عدد «أفلام القتل الحقيقي». (يؤكد المنتقدون أن هذا المناخ شكل حالة من الهلع الأخلاقي، والتي بلغت ذروتها في منتصف ثمانينيات القرن العشرين). انعكست هذه المخاوف على الحركة النسوية، إذ ادعت جماعات تابعة للنسوية الراديكالية أن المواد الإباحية تشكل ركيزة أساسية للنظام الأبوي وسببًا مباشرًا للعنف ضد المرأة. ولخصت روبن مورغان هذه الفكرة في تصريحها «الإباحية هي النظرية؛ والاغتصاب هو الممارسة».
بدأت أندريا دوركين وروبن مورغان في التعبير عن موقف مناهض بشدة للإباحية يستند إلى الحركة النسوية الراديكالية بداية من عام 1974، وأصبحت الجماعات المناهضة للإباحية، مثل جماعة نساء ضد الإباحية وغيرها من المنظمات المماثلة، شديدة النشاط في مختلف مدن الولايات المتحدة في أواخر سبعينيات القرن العشرين. مع قيام النسويات المناهضات للإباحية بتوسيع نطاق نقدهم ونشاطهم ليشمل ليس فقط المواد الإباحية، بل أيضًا البغاء والسادية المازوخية؛ أصبحت النسويات الأخريات قلقات بشأن الاتجاه الذي تتخذه الحركة، وأصبحن أكثر انتقادًا للنسوية المناهضة للإباحية. شمل ذلك النسويات الممارسات للـ بي دي إس إم (ولا سيما مجموعة سامويس)، والمناصرات لحقوق البغايا، والعديد من النسويات الليبراليات والنسويات المعاديات للسلطوية؛ اللواتي يعتبرن حرية التعبير والحرية الجنسية ومناصرة دور المرأة من الشواغل الرئيسية بالنسبة لهن.
كانت مقالة إيلين ويليس بعنوان «النسوية والفضيلة والإباحية»، والتي نُشرت لأول مرة في أكتوبر 1979 في صحيفة ذا فيليج فويس؛ إحدى أوائل الحجج النسوية ضد هذا الاتجاه المناهض للإباحية بين النسويات. وردًا على تشكيل جماعة نساء ضد الإباحية في عام 1979، كتبت ويليس مقالًا بعنوان (أصول مصطلح «النسوية المؤيدة للجنس»)؛ أعربت فيه عن قلقها إزاء محاولات النسويات المناهضات للإباحية لتحويل الحركة النسوية إلى حركة قضية واحدة، زاعمة أن النسويات لا ينبغي لهن إصدار إدانة شاملة ضد كل أشكال الإباحية، وأن القيود المفروضة على الإباحية يمكن أن تُطَبق بنفس السهولة على الخطاب الذي تدافع عنه النسويات. وتدعو روبن إلى نظرية نسوية جديدة عن الجنس، قائلة بإن الأفكار النسوية الحالية عن الجنس كثيرًا ما اعتبرت التحرر الجنسي اتجاها لا يؤدي إلا إلى زيادة امتياز الذكور. تنتقد روبين النسويات المناهضات للإباحية زاعمة بأنهن «أدانّ، على نحو فعلي، كل أشكال التعبير الجنسي باعتبارها معادية للنسوية»، وزاعمة بأن نظرتهن إلى الحياة الجنسية قريبة إلى حد خطير من الأخلاق الجنسية المحافظة المناهضة للحركة النسوية. تشجع روبن النسويات على النظر في الجوانب السياسية للحياة الجنسية من دون تشجيع للقمع الجنسي. وتجادل أيضًا بأنه ينبغي إلقاء اللوم عن اضطهاد المرأة على الأشخاص الذين يستحقونه: «الأسرة، والدين، والتعليم، وممارسات تنشئة الأطفال، ووسائل الإعلام، والدولة، والاضطرابات النفسية، والتمييز في العمل، والأجر غير المتساوي …» بدلًا من إلقاءه على الأقليات الجنسية غير المؤثرة نسبيًا.
تفول مكلروي (1995) إنه بالنسبة للنسويات في سبعينيات وثمانينيات القرن العشرين، كان التحول إلى الاهتمام بقضايا التعبير الجنسي نتيجة للإحباط الناجم عن الفشل الواضح للحركة النسوية في تحقيق النجاحات عبر القنوات السياسية: ففي الولايات المتحدة فشل تعديل الحقوق المتساوية (إي آر إيه)، وتعرضت حقوق الإجهاض للهجوم أثناء إدارة ريغان.
لاحظت العالمة الصينية إلين جيفريز أن الموقف «المعادي للبغايا» اكتسب أهمية متزايدة من خلال تأسيس الحركة الدولية للبغايا في عام 1985، إذ طالبن بالاعتراف بحقوق البغايا كمسألة تحرير عمالية وليس كمسألة إجرامية أو لا أخلاقية أو مرضية. وبحلول العقد الأول من القرن الحادي والعشرين، كان الموقف المؤيد للجنس أو موقف الجنس الإيجابي قد دفع مختلف منظمات حقوق الإنسان الدولية غير الحكومية إلى الضغط بشدة على الحكومة الصينية للتخلي عن سياستها الرسمية لحظر البغاء في فترة ما بعد الإصلاح، والاعتراف بالبغاء الطوعي كعمل مشروع.